# WAT Stadlau
Das WAT Stadlau (für Wiener ASKÖ Team Stadlau) ist ein polysportiver Sportverein aus Wien-Donaustadt. Er hat 775 Mitglieder (Stand: 2008). Die größten Erfolge feierte der Verein im Eishockey und im Judo. Heute gibt es neben der Judo-Sparte auch noch Kinder-Turnen sowie einige Kurse für Erwachsene (unter anderem Bauchtanz, Volleyball und Funktionale Kräftigung).

## Geschichte
Am 9. Februar 1914 wurde der „Arbeiter Turnverein in Stadlau“ gegründet. Ziel der Arbeiterturnvereine war eine harmonische Körperausbildung mit größtmöglicher Vielseitigkeit. Die Turner wollten die sportlichen Übungen unter der Einwirkung von „Luft, Licht und Sonne“ ausüben (frisch-frei-stark-treu = F F S T, was sich im Vereinslogo widerspiegelte).

Das alte Wappen des Arbeiter-Turn- und -Sportbundes

Mit Ausbruch des Zweiten Weltkriegs wurde die Vereinsarbeit beendet.
Im Oktober 1954 trafen sich rund um den späteren Obmann Ferdinand Kremnitzer (1922–2006) einige sportbegeisterte Menschen und beschlossen die Neugründung des Sportvereins WAT Stadlau. Im Herbst 1955 wurde bei der ersten ordentlichen Generalversammlung Ferdinand Kremnitzer zum ersten Obmann gewählt.
Im ersten Jahr wurde nur Turnen für Kinder, Frauen und Männer angeboten, zwei Jahre später konnte das Sportangebot um die Sparten Judo, Basketball, Ringen und Gerätekunstturnen erweitert werden. In den nächsten Jahren kamen weitere Sportarten wie Fechten, Leichtathletik, Ski, Eishockey, Tischtennis, Karate, Handball, Jazz-Dance, Volleyball und ein Langsam-Lauf-Treff hinzu.
Das erste Vereinslokal des Clubs befand sich in der Wurmbrandgasse; auch das aktuelle Vereinslokal ist in Stadlau.
In den 1970er und 1980er Jahren konnte der WAT Stadlau besonders Erfolge im Eishockey verzeichnen. Es wurden die russischen Spieler Juri Morosow und Valeriy Nikitin verpflichtet, welche als erste Legionäre aus der damaligen UdSSR im Westen eine Spielgenehmigung erhielten. Reinhard Divis, der beim Verein seine Karriere begonnen hatte, war der erste Österreicher, der in der NHL spielte. Gleich in der ersten Saison in der Bundesliga wurde der dritte Gesamtrang erreicht. 1980 gewann das Eishockeyteam die Nationalliga und errang in der Saison 1983/84 noch einmal den dritten Gesamtrang; nach der Saison 1984/85 musste der Verein absteigen. Als Heimstätte fungierte die Donauparkhalle. Die Fusion mit dem WEV im Jahr 1992 zum CE Wien besiegelte das Ende der Eishockey-Sparte.
Durch die Erfolge seit den 1980er Jahren im Judosport wurde diese Sparte das neue Aushängeschild des Vereins.
1983 stiegen die Judokas in die Nationalliga auf. Als Neuling, welcher ohne Legionäre auskommen musste, wurde der Klassenerhalt nicht geschafft. Mit Kämpfern aus dem eigenen Nachwuchs versuchte der Verein den Wiederaufstieg in die Nationalliga, der 1988 gelang. Die Mannschaft musste aber nach einem Jahr wieder absteigen.
In den 1980er Jahren wurde der Verein hoch verschuldet und Obmann Ferdinand Kremnitzer musste das Amt der Vereinsleitung abgeben. Frau Irene Silberbauer wurde für ein Jahr zur Obfrau gewählt. Ende 1986 trat Heinz Unger als Vereins-Obmann die Nachfolge von Irene Silberbauer an. Frau Christa Bucher, deren Sohn Michael Bucher einer der erfolgreichsten Judoka des Vereines ist, wurde 1995 neue Obfrau.
Im Dezember 2002 erfolgte die Aufnahme in den ASKÖ und der Name des Vereines wurde in Wiener ASKÖ Team Stadlau (WAT Stadlau) geändert.
Im November 2004 wurde die Obfrau für die erfolgreichste Nachwuchsarbeit vom Sozialministerium mit dem 1. Platz bei der Wahl der Freiwilligen ausgezeichnet. Der BSO-Präsident Franz Löschnak bezeichnete in seiner Laudatio die Obfrau als „Die Mutter des Wiener Judosports“.

Am 22. April 2005 feierte der WAT Stadlau auf Einladung des Bürgermeisters Michael Häupl im Rathaus sein 50-jähriges Bestandsjubiläum nach der Neugründung.

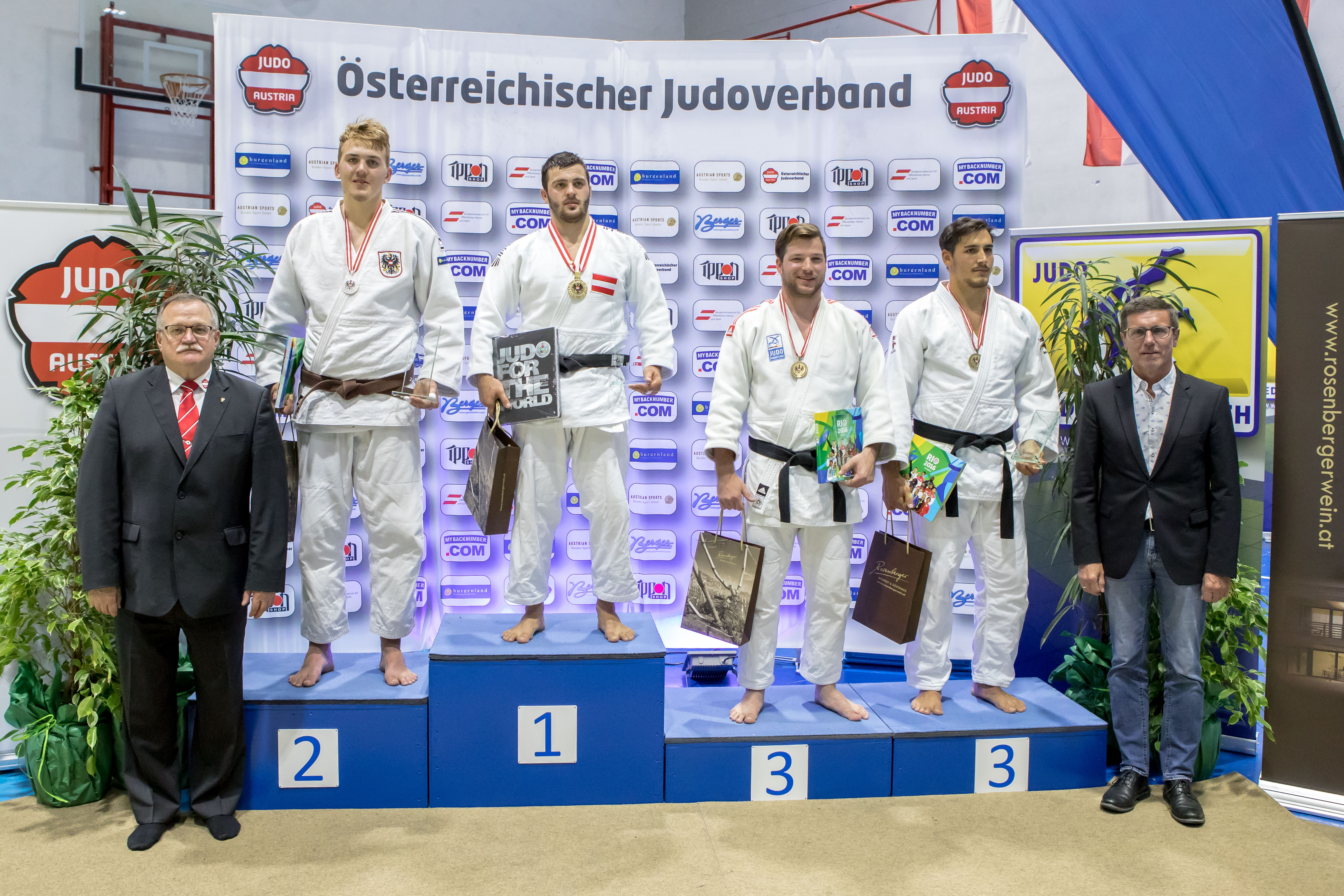
Niko Herzog belegt den 2. Platz bei der Österreichischen Staatsmeisterschaft -100 kg

2013 übernahm Wolfgang Ehrenzweig die Vereinsleitung. Es folgten die erfolgreichsten Jahre der Judo-Sparte – so konnte unter anderem 2019 die Zweite Bundesliga gewonnen werden, was auch den erstmaligen Aufstieg in die 1. Judo Bundesliga bedeutete. Auch Einzelsportler konnten nationale und internationale Erfolge einfahren (unter anderem Staatsmeistertitel, Europacup-Medaillen und etliche Nationalteam-Nominierungen). Von 2019 bis 2024 war Alexander Dick Obmann des WAT-Stadlau. Trotz den Auswirkungen der Covid-Pandemie konnten auch in dieser Periode zahlreiche sportliche Erfolge erzielt werden. Im November 2024 übernahm Philip Weber die Vereinsleitung.
Seit Anfang 2021 ist der stellvertretende Leiter der Judo-Sparte Martin Grafl auch U18-Nationaltrainer des ÖJV.

## Erfolge (Auswahl)

### Mannschaft

#### Feldhandball
- 1931/32: 1. Platz ATSB-Meisterschaft[8]

#### Eishockey
| Jahr    | Ergebnis | Name der Liga | Quelle |
| ------- | -------- | ------------- | ------ |
| 1979/80 | 1        | Oberliga      | [ 9 ]  |
| 1971/72 | 3        | Bundesliga    | [ 9 ]  |

#### Judo
| Jahr | Ergebnis | Name der Liga                   | Quelle |
| ---- | -------- | ------------------------------- | ------ |
| 2024 | 7        | 1. Bundesliga                   | [ 10 ] |
| 2023 | 6        | 1. Bundesliga                   | [ 11 ] |
| 2022 | 7        | 1. Bundesliga                   | [ 12 ] |
| 2021 | 8        | 1. Bundesliga                   | [ 13 ] |
| 2019 | 1        | 2. Bundesliga                   | [ 14 ] |
| 2018 | 6        | 2. Bundesliga                   | [ 15 ] |
| 2015 | 3        | Frauen-Mannschaftsmeisterschaft | [ 16 ] |
| 2013 | 2        | Frauen-Mannschaftsmeisterschaft | [ 17 ] |

### Sportler
Eishockeyspieler
Johannes Schuller, Bill Gilligan, Jan Suchý, Jiří Holík, Brian Stankiewicz, Walter Znenahlik, Walter Znenahlik jun., Peter Znenahlik, Larry Sacharuk, Christian Schnabl, Philipp Lukas, die Brüder Reinhard Divis und Raimund Divis
Judoka
| Name                | Erfolg                                                                                               |
| ------------------- | --- |
| Martin Grafl        | Österreichischer Meister Nage-no-kata (2012)                                                         |
| Martin Kölbl        | Österreichischer Staatsmeister (1987) 2. Platz Europameisterschaft der Nationalteams (1986)          |
| Michael Bucher      | 1. Platz ASKÖ World Tournament Leonding (1991)                                                       |
| Norbert Ehrenzweig  | Medaillen bei Österreichischen Staatsmeisterschaften                                                 |
| Margot Kubesch      | 3. Platz Österreichische Staatsmeisterschaft (1985)                                                  |
| Rene Fuger          | Österreichischer KATA-Meister (2004)                                                                 |
| Wolfgang Ehrenzweig | Erster österreichischer KATA-Meister (1997)                                                          |
| Alexander Dick      | Mehrfacher österreichischer KATA-Meister (2004, 2012)                                                |
| Stefan Moser        | Österreichischer Staatsmeister (2014) 3. Platz European Cup Malaga (2014)                            |
| Asimina Theodorakis | Österreichischer Staatsmeisterin (2017, 2018) 2. Platz European Cup (Orenburg 2019, Bratislava 2019) |
| Niko Herzog         | Österreichischer Vize-Staatsmeister (2018)                                                           |

## Stadlauer des Jahres
Der Stadlauer des Jahres wird in Form eines Wanderpokals jährlich seit 1976 an denjenigen Sportler oder diejenige Sportlerin des Vereins mit den größten Erfolgen verliehen.
| Jahr | Stadlauer des Jahres |
| ---- | --- |
| 2024 | Martin Grafl |
| 2023 | Lea Pipelka, Gerhard Redl |
| 2022 | Elena Amlacher, Moritz Moser |
| 2021 | Marlene Schiller, Adam Safer |
| 2020 | Männermannschaft (Thomas Haider, Stefan Moser, Philip Weber, Clemens Weber, Benedikt Safer, Adam Safer, Moritz Moser, Niko Herzog, David Fankhauser, Matthias Fabian, Dominik Martins, Lukas Pollak, Norbert Hofbauer, Gerhard Redl) |
| 2019 | Asimina Theodorakis, Adam Safer |
| 2018 | Katharina Fabian, Adam Safer |
| 2017 | Asimina Theodorakis, Niko Herzog |
| 2016 | Niko Herzog |
| 2015 | Asimina Theodorakis, Philip Weber |
| 2014 | Asimina Theodorakis, Stefan Moser |
| 2013 | Damenmannschaft (Katharina Fabian, Daniela Markhart, Asimina Theodorakis, Elia Theodorakis) |
| 2012 | Asimina Theodorakis |
| 2011 | Veronika Jakl, Isabella Klicpera |
| 2010 | Philip Weber |
| 2009 | Dominik Kleiss |
| 2008 | Stefan Moser |
| 2007 | Alexander Dick, Rene Fuger |
| 2006 | Stefan Moser |
| 2005 | Stefan Moser |
| 2004 | Daniel Juras, Markus Moser |
| 2003 | Katja Weigl, Christian Sens |
| 2002 | Florina Fekete, Stefan Moser |
| 2001 | Rhoda Poschinger, Markus Moser |
| 2000 | Birgit Gutschireiter, Gerhard Resl |
| 1999 | Sabine Kudilek, Christoph Miler |
| 1998 | Nicole Robitza |
| 1997 | Peter Durst |
| 1996 | Birgit Posch |
| 1995 | Angela Danek |
| 1994 | Catharina Cenete |
| 1993 | Thomas Müller |
| 1992 | Christian Krenn |
| 1990 | Norbert Ehrenzweig, Michael Bucher |
| 1989 | Helmut Rauscha, Michael Bucher |
| 1988 | Michael Giefing |
| 1987 | Norbert Ehrenzweig |
| 1986 | Michael Bucher |
| 1985 | Peter Höchtl |
| 1984 | Margot Kubesch |
| 1983 | Klaus Unger |
| 1982 | Norbert Ehrenzweig |
| 1981 | Wolfgang Ehrenzweig |
| 1980 | Gabriela Gössinger |
| 1979 | Leopold Korner |
| 1978 | Toni Gumbinger |
| 1977 | Robert Zelenka |
| 1976 | Hannes Gumbinger |